# Де Росси, Проперция
Проперция де Росси (итал. Properzia de' Rossi; 1490 или не ранее 1490 и не позднее 1491, Болонья — 1530, около 1530 или 1533, Болонья) — итальянская женщина-скульптор XVI века.

## Ранние годы
Проперция родилась в Болонье в семье нотариуса Джованни Мартино Росси да Модена. Как и все состоятельные женщины эпохи ренессанса, она училась рисованию, музыке, танцам, поэзии и классической литературе. Её учителем рисования был Маркантонио Раймонди. Проперция долго не могла определиться, какое направление искусства ей выбрать в качестве приоритетного. Тогда она стала вырезать маленькие, но замысловатые миниатюры из персиковых, абрикосовых и черешневых косточек. Тематика этих работ была в основном религиозная, одна из самых известных работ — распятие Иисуса на персиковой косточке. Хотя точная дата её перехода с живописи на скульптуру неизвестна, очевидно, что это произошло в 20-х годах XVI века: согласно документам, тогда она впервые приняла участие в конкурсе на право украсить главный алтарь храма в Болонье.
Помимо художественного дарования, Проперция была также известна благодаря своему уму, красоте и музыкальному таланту. Но, так как Проперция не происходила из семьи художников или скульпторов, это создавало дополнительный барьер для неё как для скульптора (особенно работающего с мрамором). Тем более, что женщины-скульпторы в её время были редкостью, потому что это считалось мужской профессией. Но, несмотря на это, де Росси удалось поступить в Болонский университет и успешно его окончить. Де Росси стала одной из четырёх женщин, которых Джорджо Вазари включил в свои «Жизнеописания прославленных живописцев, скульпторов и архитекторов».

## Работа с мрамором
В тридцать лет де Росси начала работать с большими масштабами. Она стала известна своими мраморными портретными бюстами, которые обеспечили ей хорошую репутацию. Несмотря на то, что её конкурентами были мужчины-архитекторы, Проперции удалось выиграть право украсить западный фасад Базилики Сан-Петронио в 1524 году. Для базилики она создала скульптуры трёх предсказательниц и двух ангелов, а также пару барельефов, включая панель с изображением Иосифа и жены Потифара. Джорджио Вазари в своей «Жизни мадонны Проперции де Росси» писал, что Проперция получила «самую нищенскую оплату за свою работу». Виной этому, по мнению Вазари, стал художник Амико Аспертини, пытавшийся помешать её работе.

## Смерть
Изначально прославившись своими мастерскими миниатюрами на фруктовых косточках, а позже победив своих соперников-мужчин в борьбе за право украшать базилику Сан-Петроно, Проперция, тем не менее, умерла в нищете. Согласно записям, де Росси умерла в день коронации императора Карла V. Узнав о её смерти Климент VII сказал, что Проперция была «благородным и возвышенным гением».